# Podalonia parvula
Podalonia parvula är en biart som beskrevs av Li och Yang 1992. Podalonia parvula ingår i släktet Podalonia och familjen grävsteklar. Inga underarter finns listade i Catalogue of Life.